# Referéndum de independencia de Bermudas de 1995
El referéndum de independencia de Bermudas de 1995 fue celebrado en Bermudas el 16 de agosto de 1995, sobre si Bermudas debería convertirse en un estado soberano independiente o seguir siendo un territorio dependiente británico. Con una participación electoral del 58,8%, el 73,6% votó en contra de la independencia y el 25,7% votó a favor. Tras el decisivo resultado del referéndum en contra de la independencia, el primer ministro de las Bermudas y partidario de la independencia, John Swan, renunció a su cargo.

## Trasfondo histórico y del referéndum
Después de ser una extensión de la Colonia de Virginia, Bermudas se convirtió en una colonia de la corona de sus propios derechos en 1609 y se convirtió en una colonia autónoma en 1620, con la fundación del Parlamento de Bermudas. Después de la Segunda Guerra Mundial , gran parte del Imperio británico obtuvo la independencia. En 1968, Bermudas obtuvo una constitución, pero el Gobierno británico determinó que Bermudas no estaba preparada para la independencia, por lo que Bermudas se incluyó en la Lista de las Naciones Unidas de territorios no autónomos. En 1981, Bermudas se convirtió en un territorio dependiente británico como resultado de la Acta de Nacionalidad Británica de 1981.
El 25 de marzo de 1995, la Cámara de la Asamblea aprobó por poco el proyecto de ley del referéndum de independencia 20-18, el Senado aprobó el proyecto de ley sin oposición dos semanas después. Para que se aprobara la independencia, el voto por el sí debía ser apoyado por al menos el 40% de los elegibles para votar y más del 50% de los que votaron.
La pregunta del referéndum (según lo establecido por la Ley de Referéndum de Independencia de 1995) fue la siguiente:

¿Estás a favor de la independencia de las Bermudas?

Aunque a favor de la independencia, el opositor Partido Laborista Progresista, liderado por Frederick Wade, votó en contra del proyecto de ley de referéndum, pidió un boicot al referéndum y declaró que la independencia debería determinarse en una elección general. El partido gobernante de las Bermudas Unidas se dividió en el tema, con el primer ministro John Swan apoyando la independencia, mientras que muchos de sus seguidores se opusieron.
Durante la campaña, el Comité para la Independencia de Bermudas declaró que, si hubiera un voto de «sí», la independencia no vendría de inmediato. En cambio, habría una conferencia constitucional en Londres, que llevaría a Bermudas a convertirse en un reino independiente de la Mancomunidad de Naciones, con la Reina Isabel II como Jefa de Estado y el Consejo Privado como la Corte Suprema.
La votación estaba originalmente programada para el 15 de agosto de 1995, pero se retrasó hasta el día siguiente por el paso del huracán Félix sobre las islas. La decisión de retrasar el referéndum fue objeto de una investigación pública, que determinó que el Gobierno había actuado de conformidad con la ley.

## Resultados
| Opción                             | Votos  | %     |
| ---------------------------------- | ------ | ----- |
| A favor                            | 5,714  | 25.88 |
| En contra                          | 16,369 | 74.12 |
| Votos inválidos y en blanco        | 153    | –     |
| Total                              | 22,236 | 100   |
| Votantes registrados/Participación | 37,841 | 58.76 |
| Fuente: Direct Democracy           |        |       |